# Ангедония (песня)
«Ангедония» — песня рок-исполнительницы Янки Дягилевой, вошедшая в одноимённый альбом, записанный летом-осенью 1989 года. Название песни — медицинский термин, означающий потерю радости жизни, способности получать удовольствие, при которой человек теряет мотивацию к деятельности.

## Интерпретация
«Ангедония» — один из самых сложных для интерпретации текстов Янки, в этом плане она сравнима с такими стихотворениями, как  «Стихи, сочинённые ночью во время бессонницы» Пушкина, «Silentium!» Тютчева или наиболее трудные стихи символистов.
Будучи прочитанным с листа, как стихотворение, на чисто рациональном уровне текст песни «Ангедония» воспринимается как слабо связанный набор эпизодов: наблюдений и размышлений, которые формируют безрадостную картину человеческого существования. Такой обрывочный и несвязный способ построения художественного текста известен как монтаж текста (по аналогии с монтажом в творчестве таких кинематографистов, как Дзига Вертов) и вошёл в русскую литературу с начала XX века, его в частности использовал Владимир Маяковский. Монтаж текста из отдельных фрагментов-кадров достаточно характерен для всего творчества Янки.
Выделяются среди прочих эпизодов строки 11 и 12 в четвёртой строфе:
Сатанеющий третьеклассник во взрослой пилотке со звёздочкой

Повесил щенка подрастает надежный солдат
где Янка обращается к одному из своих самых трагических мотивов — разрушения, отрицания детства — здесь ребёнок превращается из невинного существа в творящего насилие убийцу, подобный (хотя и не такой страшный своей конкретностью) момент есть в песне «Рижская», где «Стреляют детки из рогатки по кошкам, А кошки плачут и кричат во всё горло, Кошки падают в пустые колодцы».
Максимальной силы воздействия эта песня достигает за счёт сочетания текста с музыкой, слушатель понимает, что речь идёт уже не просто о депрессии, но о крайнем, кризисном психическом состоянии.